# Flor Morada
Flor Morada är en ort i Mexiko.   Den ligger i kommunen Chilapa de Álvarez och delstaten Guerrero, i den södra delen av landet, 200 km söder om huvudstaden Mexico City. Flor Morada ligger 1 556 meter över havet och antalet invånare är 183.
Terrängen runt Flor Morada är kuperad. Runt Flor Morada är det ganska glesbefolkat, med 42 invånare per kvadratkilometer. Närmaste större samhälle är Chilapa de Alvarez, 1,9 km nordväst om Flor Morada. Omgivningarna runt Flor Morada är en mosaik av jordbruksmark och naturlig växtlighet.